# هنلاوسون (ویرجینیای غربی)
هنلاوسون(به انگلیسی: Henlawson) شهری در ایالت ویرجینیای غربی کشور ایالات متحده آمریکا است که جمعیت آن در سرشماری سال ۲۰۱۰ میلادی، ۴۴۲ نفر بوده‌است.